# 3FM Serious Request 2010
3FM Serious Request 2010 was de zevende editie van Serious Request, de jaarlijks terugkerende actie van de Nederlandse radiozender 3FM waarbij geld wordt ingezameld voor projecten van het Rode Kruis. In deze editie werd geld ingezameld voor projecten voor aidswezen; kinderen die hun ouders hebben verloren aan aids. Ze vond plaats van zaterdag 18 tot en met vrijdag 24 december 2010 op de Markt in Eindhoven.
Op 16 november werd bekend dat Giel Beelen, Gerard Ekdom en Coen Swijnenberg het huis in zouden gaan.
De andere dj's van 3FM kwamen ook in actie voor Serious Request; Sander Lantinga en Rámon Verkoeijen (Rámon de Stagiair) deden dienst als in te huren klusjesmannen en Bart Arens was het land in om statiegeldflessen in te zamelen. "Santa" Klaas van Kruistum was actief in het callcenter waar alle plaataanvragen binnenkwamen en Annemieke Schollaardt en Timur Perlin deden ieder uur verslag op 101 TV en internet. Rudy Mackay was gedurende de actie in Kenia om verslag te doen van de lokale editie. Eric Corton was voorafgaand aan Serious Request in Oeganda om verslag te doen van de activiteiten van het Rode Kruis aldaar.
De band BLØF had voor deze editie van Serious Request de themasong gemaakt, genaamd Wijd open. Gedurende de eerste dagen van Serious Request 2010 kozen de dj's het nummer Hello van Martin Solveig ft. Dragonette als favoriet.

## Voorgeschiedenis en verloop
Al snel na afloop van 3FM Serious Request 2009 meldden zich dertien Nederlandse steden aan om het Glazen Huis in hun stad te krijgen. Hieruit kwamen in april 2010 vier uiteindelijke kanshebbers naar voren: Eindhoven, Leiden, Nijmegen en Zwolle. Kort daarvoor was Amersfoort al afgevallen als kanshebber. Op 11 mei 2010 werd door Giel Beelen bekendgemaakt dat het Glazen Huis in december 2010 op de Markt in Eindhoven zou staan.
Op 8 december 2010 maakte staatssecretaris Ben Knapen bekend dat de regering in 2010 geen bijdrage zou leveren aan Serious Request. Dit in tegenstelling tot de voorgaande jaren. Zendercoördinator Wilbert Mutsaers noemde dit nieuws "bijzonder jammer".

### Alle kandidaatsteden
| Kandidaatstad    | Provincie     |
| ---------------- | ------------- |
| Amersfoort       | Utrecht       |
| Eindhoven        | Noord-Brabant |
| Enschede         | Overijssel    |
| Haarlem          | Noord-Holland |
| Haarlemmermeer   | Noord-Holland |
| Heerlen          | Limburg       |
| 's-Hertogenbosch | Noord-Brabant |
| Leiden           | Zuid-Holland  |
| Nijmegen         | Gelderland    |
| Utrecht          | Utrecht       |
| Veenendaal       | Utrecht       |
| Zwolle           | Overijssel    |

### Verloop
De uitzending vanuit het Glazen Huis startte al op zaterdag om 15 uur met een "Warming Up", gepresenteerd door Bart Arens. Er werd teruggeblikt op de vorige edities van Serious Request, en vooruitgeblikt op wat er in de editie van 2010 zou gaan komen. De dj's kwamen om zes uur 's middags het huis in, om te beginnen met het draaien van aangevraagde platen. Het Glazen Huis werd om 20.45 uur gesloten door Prinses Margriet.

## Tijdschema
| Dag       | Dag       | 02.00–06.00 Graveyardshift | 06.00–10.00 | 10.00–14.00 | 14.00–18.00                     | 18.00–22.00                                            | 22.00–02.00 | Slaapgast       |                          | Stand (rond 16.50) |
| --------- | --------- | -------------------------- | ----------- | ----------- | ------------------------------- | ------------------------------------------------------ | ----------- | --------------- | ------------------------ | ------------------ |
| 1         | za 18 dec | —                          | —           | —           | 15.00–18.00 Warming up met Bart | 18.00–19.00 Gerard 19.00–21.00 Giel 21.00–22.00 Gerard | Coen        | Katja Schuurman | —                        |                    |
| 2         | zo 19 dec | Gerard                     | Giel        | Gerard      | Coen                            | Gerard                                                 | Giel        | Guus Meeuwis    | € 273.745                |                    |
| 3         | ma 20 dec | Coen                       | Giel        | Gerard      | Coen                            | Giel                                                   | Coen        | Dennis Weening  | € 494.024                |                    |
| 4         | di 21 dec | Gerard                     | Giel        | Gerard      | Coen                            | Gerard                                                 | Giel        | Willie Wartaal  | € 1.004.986              |                    |
| 5         | wo 22 dec | Coen                       | Giel        | Gerard      | Coen                            | Giel                                                   | Coen        | Lucille Werner  | € 1.755.088              |                    |
| 6         | do 23 dec | Gerard                     | Giel        | Gerard      | Coen                            | Giel                                                   | Gerard      | BLØF            | € 3.128.049              |                    |
| 7         | vr 24 dec | Coen                       | Giel        | Gerard      | Coen                            | 18.00–19.00 Gerard 19.00–21.30 Giel                    | —           | —               | € 4.100.000 (rond 14.40) |                    |
| Eindstand | Eindstand | Eindstand                  | Eindstand   | Eindstand   | Eindstand                       | Eindstand                                              | Eindstand   | Eindstand       | Eindstand                | € 7.471.000        |

### Lijst van gasten
| Dag | Naam                              | Functie in het dagelijks leven                          | Functie in het Glazen Huis                                                                        |
| --- | --------------------------------- | ------------------------------------------------------- | ------------------------------------------------------------------------------------------------- |
| za  | Bart Arens                        | 3FM-radio-dj                                            | Deed de warming-up                                                                                |
| za  | Sander Lantinga                   | 3FM-radio-dj, BNN-programmamaker                        | Deed live-verslag                                                                                 |
| za  | Marco Borsato                     | Zanger                                                  | Was er voordat het huis op slot ging                                                              |
| za  | Rob van Gijzel                    | Burgemeester Eindhoven                                  | Heette de dj's welkom                                                                             |
| za  | Margriet der Nederlanden          | Prinses der Nederlanden                                 | Deed het huis op slot                                                                             |
| za  | Katja Schuurman                   | Actrice, zangeres, presentatrice                        | Slaapgast                                                                                         |
| za  | Jamai Loman                       | Zanger (winnaar Idols), musicalacteur                   | Extra gast                                                                                        |
| za  | Ellen ten Damme                   | Zangeres, actrice                                       | Extra gast                                                                                        |
| zo  | Graffiti6                         | Pop/rock-duo                                            | Gaf zaterdag een geveild huiskamerconcert                                                         |
| zo  | Tony Wyczynski                    | Sterretje uit Oh Oh Cherso, ook bekend als DJ Tony Star | Kwam spullen aanbieden voor de veiling en condooms verkopen aan de mensen in Eindhoven            |
| zo  | Geraldine Kemper                  | BNN-televisiepresentatrice                              | Kwam samen met Tony condooms verkopen                                                             |
| zo  | Timur Perlin                      | 3FM-radio-dj                                            | Kwam de eerste tussenstand brengen                                                                |
| zo  | Annemieke Schollaardt             | 3FM-radio-dj                                            | Kwam de eerste tussenstand brengen                                                                |
| zo  | Sander Lantinga                   | BNN-programmamaker                                      | Kwam elke dag een uurtje langs                                                                    |
| zo  | Freek Vonk                        | Slangenmelker                                           | Bood een cursus slangenmelken aan voor de veiling                                                 |
| zo  | Guus Meeuwis                      | Zanger                                                  | Slaapgast                                                                                         |
| zo  | New Kids                          | De acteurs uit de serie en film                         | Extra gasten                                                                                      |
| zo  | Eric Corton                       | 3FM-radio-dj                                            | Kwam vertellen over zijn reportage met aidswezen                                                  |
| ma  | Eliza Doolittle                   | Zangeres                                                | Extra gast, zong haar nummer Pack Up                                                              |
| ma  | Hans van Breukelen                | Nederlands oud-doelman                                  | Kwam diverse dingen aanbieden voor de veiling                                                     |
| ma  | Trijntje Oosterhuis               | Nederlands zangeres                                     | Kwam haar gouden plaat aanbieden voor de veiling                                                  |
| ma  | Annemieke Schollaardt             | 3FM-radio-dj                                            | Kwam de tweede tussenstand brengen                                                                |
| ma  | Rámon Verkoeijen                  | 3FM-radio-dj                                            | Kwam in zijn plakpak de tweede tussenstand brengen                                                |
| ma  | Youp van 't Hek                   | Cabaretier                                              | Kwam een cheque van € 75.000 brengen en zijn nummer Flappie zingen                                |
| ma  | Sander Lantinga                   | BNN-programmamaker                                      | Kwam elke dag een uurtje langs                                                                    |
| ma  | Dennis Weening                    | Radio-dj, tv-presentator                                | Slaapgast                                                                                         |
| ma  | The Opposites                     | Hiphopduo                                               | Gaf eerder die avond een geveild huiskamerconcert                                                 |
| ma  | Glazen Huis-band                  | Hobbymuzikanten                                         | Door Dennis Weening en Giel, Coen en Gerard uitgekozen muzikanten                                 |
| di  | The voice of Holland              | Zangers en zangeressen                                  | Kwamen op bezoek, Ben Saunders bood een horloge aan voor de veiling en er werd nog even gezongen. |
| di  | Stereo                            | Band                                                    | Kwam langs om de opbrengst van een concert te doneren                                             |
| di  | PSV voetbalelftal                 | Voetbalelftal                                           | Kwamen een cheque en spullen voor de veiling brengen                                              |
| di  | Joost Zweegers                    | Zanger, beter bekend als Novastar                       | Heeft zijn nummer Wrong gespeeld en heeft een gesigneerde gitaar aangeboden voor de Veiling       |
| di  | Karin Bloemen                     | Cabaretière, zangeres, actrice                          | Heeft een sjaal gehaakt speciaal voor de Veiling                                                  |
| di  | Emile Roemer                      | Lijsttrekker SP                                         | Kwam langs om geld te doneren namens de SP fractie                                                |
| di  | Do                                | Zangeres                                                | Kwam een nummer zingen                                                                            |
| di  | Timur Perlin                      | 3FM-radio-dj                                            | Kwam de derde tussenstand brengen                                                                 |
| di  | Rámon Verkoeijen                  | 3FM-radio-dj                                            | Kwam in zijn plakpak de derde tussenstand brengen                                                 |
| di  | Jochem Myjer                      | Cabaretier                                              | Kwam langs in een pak van Patty Brard voor de veiling                                             |
| di  | Sander Lantinga                   | BNN-programmamaker                                      | Kwam elke dag een uurtje langs, deed live-verslag                                                 |
| di  | Bert, Ernie en Pino               | Sesamstraat-figuren                                     | Kwamen samen met actrice Dorien Haan een donatie doen en een liedje zingen                        |
| di  | Willie Wartaal                    | Rapper, tv-presentator                                  | Slaapgast                                                                                         |
| di  | De Jeugd van Tegenwoordig         | Rapformatie                                             | Kwamen een optreden geven                                                                         |
| di  | Tim Akkerman                      | Zanger (ex-DI-RECT), singer-songwriter                  | Bood zijn eerste gitaar aan voor de veiling                                                       |
| wo  | Danny Panadero                    | Zanger, entertainer                                     | Kwam geld brengen en spelen op zijn trommel                                                       |
| wo  | Mads Langer                       | Zanger                                                  | Zong zijn nummer You're Not Alone                                                                 |
| wo  | Lange Frans                       | Rapper                                                  | Zong een speciale versie van zijn nummer Zing voor me                                             |
| wo  | Milow                             | Popzanger                                               | Zong zijn nummer Ayo Technology                                                                   |
| wo  | Josje Huisman                     | K3-zangeres                                             | Kwam samen met zeven kinderen voor de kindermiddag                                                |
| wo  | Kabouter Plop en Kabouter Kwebbel | Personages uit de serie Kabouter Plop                   | Kwamen voor de kindermiddag                                                                       |
| wo  | Charley Bogaarts                  | Personage uit de serie SpangaS                          | Kwam voor de kindermiddag                                                                         |
| wo  | Ralf Mackenbach                   | Zanger (winnaar van het Junior Songfestival 2009)       | Gaf een optreden voor de kindermiddag                                                             |
| wo  | Rámon Verkoeijen                  | 3FM-radio-dj                                            | Kwam in zijn plakpak de vierde tussenstand brengen                                                |
| wo  | Annemieke Schollaardt             | 3FM-radio-dj                                            | Kwam de vierde tussenstand brengen                                                                |
| wo  | Sander Lantinga                   | BNN-programmamaker                                      | Kwam elke dag een uurtje langs                                                                    |
| wo  | Piet Paulusma en dochter          | Weerman                                                 | Opname voor SBS6                                                                                  |
| wo  | Guus Meeuwis                      | Zanger                                                  | Extra gast                                                                                        |
| wo  | Rowwen Hèze                       | Band                                                    | Extra gast                                                                                        |
| wo  | Lucille Werner                    | Tv-presentatrice                                        | Slaapgast                                                                                         |
| wo  | Kluun                             | Schrijver                                               | Extra gast                                                                                        |
| wo  | Kensington                        | Band                                                    | Kwam doneren en spullen aanbieden voor de veiling                                                 |
| wo  | Stevie Ann                        | Zangeres                                                | Zong een lied en doneerde                                                                         |
| wo  | DJ Jean                           | Dj                                                      | Extra gast                                                                                        |
| do  | BLØF                              | Popgroep                                                | Slaapgasten                                                                                       |
| do  | Michiel Romeyn                    | Jiskefet                                                | Kwam het showjasje van Tony van Heemschut inleveren voor de veiling                               |
| do  | Serious Talent Bands              | Band                                                    | Speciaal avondconcert                                                                             |
| do  | Bastiaan van Schaik               | Stylist                                                 | Geeft stylingadvies                                                                               |
| do  | Acda & de Munnik                  | Muzikanten                                              | Spelen samen met BLØF in de gelegenheidsformatie De Tijgers een vertaling van Fire and Rain       |
| vr  | Jacqueline Govaert                | Muzikant                                                | Speelde Big World met Jan Peter                                                                   |
| vr  | Jan Peter Hoekstra                | Muzikant                                                | Speelde Big World met Jacqueline                                                                  |
| vr  | Speelman en Speelman              | Muzikant                                                | Namen de week muzikaal door                                                                       |
| vr  | Jan Smit                          | Muzikant                                                | Doneerde voor de veiling en bracht een cheque                                                     |
| vr  | Miss Montreal                     | Muzikant                                                | Speelde een akoestische versie van Being Alone at Christmas                                       |

## Finaleshow

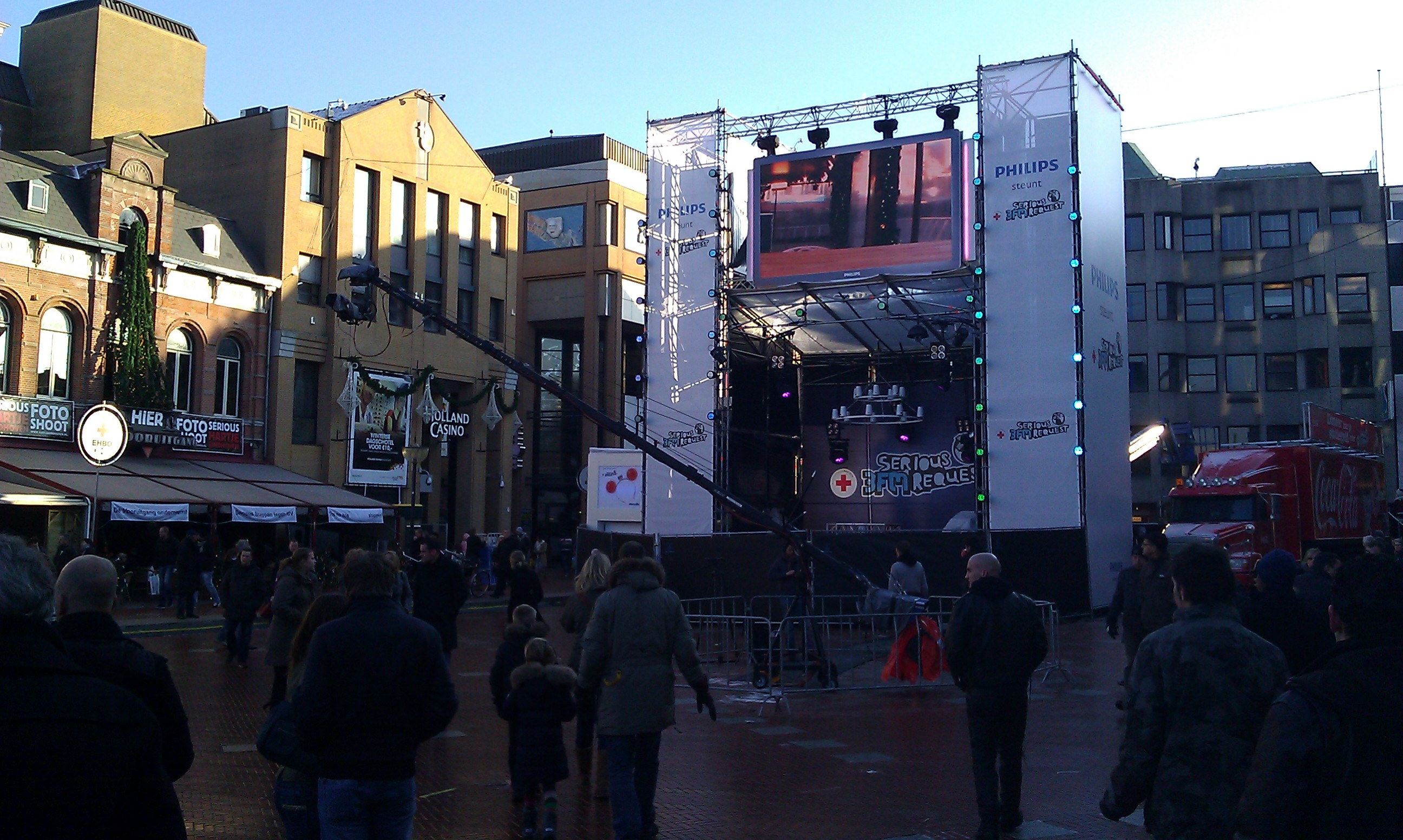
Markt Stage tegenover het Glazen Huis

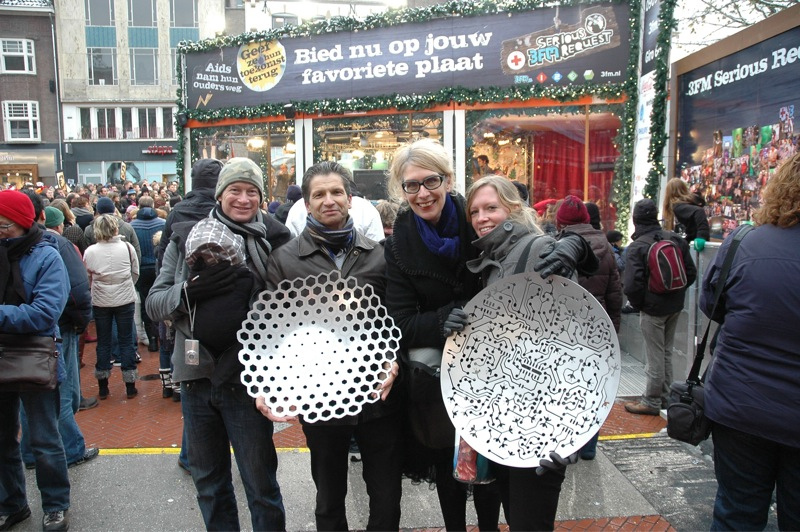
Diverse acties voor het Glazen Huis

Op 24 december kwamen de dj's rond 21.45 uur uit het huis. Om ze te verwelkomen was er een grootse finaleshow gepland. Tijdens deze finaleshow traden verschillende artiesten belangeloos op en werd de eindstand van Serious Request 2010 bekendgemaakt.

### Programma
Hoofdpodium (18 Septemberplein):
- 16.30 – Marco Borsato
- 17.30 – Alain Clark
- 18.30 – Ilse DeLange
- 19.40 – Guus Meeuwis
- 21.00 – BLØF

Markt Stage:
- 15.40 – Miss Montreal
- 15.45 – Pauls Popduel
- 16.15 – The Opposites
- 17.30 – Voice Male
- 18.15 – Don Diablo
- 19.45 – Go Back to the Zoo